# Мейнингенский театр
Мейнинге́нский теа́тр (нем. Meininger Theater) — немецкий драматический театр, основанный в 1831 году. Придворный театр герцога Георга II пользовался мировой славой в 1874-1890 гг., когда регулярно гастролировал по Европе. Именно мейнингенцы во главе с Кронеком обогатили мировой театр принципами максимальной достоверности (как бытовой, так и художественно-исторической) и подчинения всех аспектов постановки режиссёрскому замыслу.

## История
В 1831 году в Мейнингене, столице Саксен-Мейнингенского герцогства, было закончено начатое ещё в 1820-м строительство здания придворного театра. По первоначальному замыслу в нём должны были выступать две труппы — оперная и драматическая, и 17 декабря 1831 года театр открылся премьерой оперы Д. Обера «Фра Дьяволо» (дирижировал Эдуард Грунд). С 1861 года в здании выступала только драматическая труппа, именно она принесла Мейнингенскому театру международную известность. В 1871 году, в результате образования Германской империи герцог Саксен-Мейнингенский утратил статус владетельного правителя, а театр стал городским.

### Реформа Людвига Кронека
В 1866 году делами театра занялся герцог Георг II; его ближайшей помощницей стала актриса Эллен Франц. Самого герцога интересовала в первую очередь художественно-оформительская часть, он был автором эскизов многих декораций и костюмов; с актёрами работала Франц, она же ведала репертуаром, для руководства собственно постановочной частью в 1866 году был приглашён и назначен главным режиссёром Людвиг Кронек, в то время более известный как актёр — исполнитель комедийных ролей.
В XIX веке в драматическом театре, как и на оперной сцене, царили премьеры и примадонны, демонстрация их актёрского мастерства превращалась в самоцель, под ведущих актёров труппы формировался репертуар, ради них могли перекраиваться не только роли, но и пьеса в целом, при этом разные пьесы могли разыгрываться в одних и тех же условных декорациях, — Мейнингенский театр впервые выдвинули принципы ансамблевости, подчинения всех компонентов спектакля единому замыслу, бережного отношения к авторскому тексту, достоверности в воссоздании исторического или бытового антуража. В этом театре главенствующее положение занимал режиссёр, слаженности всех элементов спектакля он добивался в результате длительных репетиций, с особенной тщательностью ставил массовые сцены, для которых был специально создан штат статистов. Меньше внимания руководители театра уделяли раскрытию дарования отдельных исполнителей, — борьба с премьерством приводила к тому, что крупные актёры в театре не задерживались.

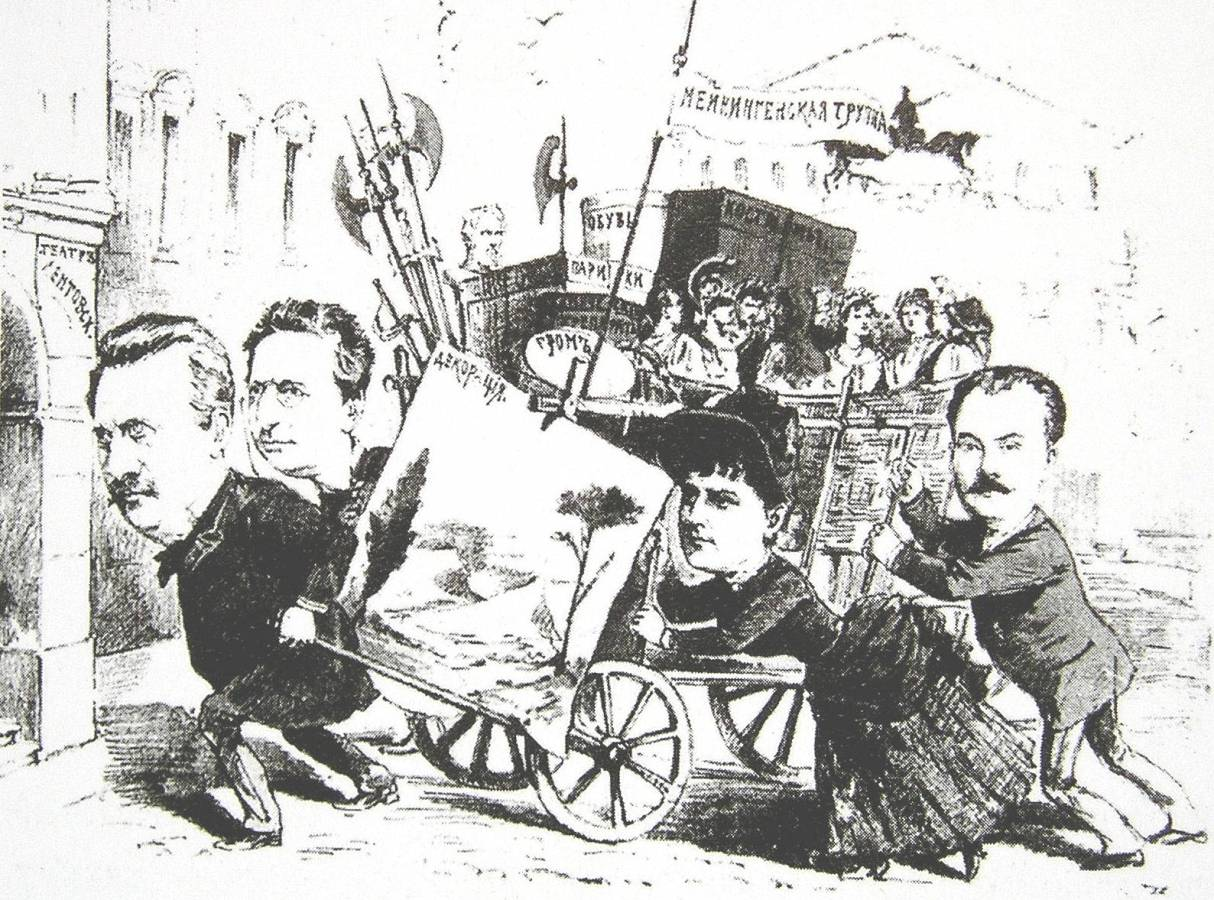
«Мейнингенцы» — карикатура, опубликованная в одной из русских газет в 1885 году

Начиная с 1874 года Мейнингенский театр постоянно гастролировал по Европе; гастрольный репертуар состоял из 41 пьесы, преимущественно немецких драматургов — Ф. Шиллера, И. В. Гёте, Г. Клейста и менее известных, однако не последнее место занимал в нём и У. Шекспир, были и пьесы современных драматургов — Г. Ибсена и Б. Бьернсона. По мысли Кронека, гастроли должны были дать театру необходимые материальные средства, на деле же обернулись успешной пропагандой новых постановочных принципов. Очень скоро у мейнингенцев появились последователи и в Германии («Свободная сцена» Отто Брама в Берлине), и в Англии (лондонский «Независимый театр») и во Франции («Свободный театр» Андре Антуана в Париже).
Дважды, в 1885 и в 1890 годах, Мейнингенский театр с большим успехом гастролировал в России. Правда, сам Кронек возмущался тем, что русские газеты пишут о настоящих столах и стульях в его постановках, не замечая того, что им привезли Шекспира и Шиллера. И тем не менее гастроли театра оставили свой след и в России: «мейнингенство» было первым словом, которое пришло на ум посетителям ранних спектаклей К. С. Станиславского, ещё не в Художественном театре, а в Обществе искусства и литературы. В 1896 году, по поводу постановки «Отелло», Н. Эфрос писал: «Мейнингенцы, должно быть, оставили глубокий след в памяти К. С. Станиславского. Их постановка рисуется ему в виде прекрасного идеала, и он всеми силами стремится приблизиться к этому идеалу. „Отелло“ — большой шаг вперед по этому симпатичному пути».

### После Кронека
В июле 1891 года умер Людвиг Кронек, и Георг II не нашёл ему достойной замены; он прекратил гастрольную деятельность, полагая, что свою миссию Мейнингенский театр выполнил.
5 марта 1908 года пожар почти полностью уничтожил здание, — на восстановление потребовалось полтора года. В 1914 году умер Георг II, разразилась Первая мировая война, и театр оказался на грани закрытия. В 1918 году, после Ноябрьской революции и упразднения Саксен-Мейнингенского герцогства, театр перешёл в ведение правительства земли Тюрингия, он был спасён от ликвидации, но лидером театрального процесса никогда больше не был.